# Hans-Martin Bautz
Hans-Martin Bautz (* 1. August 1948 in Schwerte; † 13. Februar 2017 in Dortmund) war ein deutscher Radrennfahrer und nationaler Meister im Radsport.

## Sportliche Laufbahn
Bautz war Bahnradsportler, war aber auch im Straßenradsport aktiv. Als Amateur gewann er bei den nationalen Meisterschaften im Zweier-Mannschaftsfahren 1968 den Titel gemeinsam mit Ernst Claußmeyer. Er war einige Jahre Mitglied der deutschen Bahn-Nationalmannschaft und gehörte zum Olympiakader für Mexiko 1968. Für die Olympischen Sommerspiele konnte er sich nicht qualifizieren. 1972 trat er vom aktiven Sport zurück, nachdem er rund 150 Siege in seiner Karriere verzeichnen konnte. Bautz startete für den Verein „RV Sturmvogel 1925 Dortmund“.

## Berufliches
Später betrieb Bautz Radsportgeschäfte in Dortmund und Schwerte.

## Familiäres
Hans-Martin Bautz war der Sohn von Erich Bautz, der ein erfolgreicher Berufsfahrer und Etappensieger der Tour de France war.